# Dynasty Warriors (jogo eletrônico)
Dynasty Warriors (國無双, Sangokumusō) é um jogo de luta desenvolvido e distribuído pela Koei. Foi lançado em 28 de Fevereiro de 1997 para o PlayStation. Diferentemente dos jogos posteriores na série, Dynasty Warriors é um jogo de luta, com os gráficos semelhantes à Soul Blade.
No Japão, o jogo foi lançado como Sangokumusō, contudo, a continuação seguinte Dynasty Warriors 2 era completamente diferente do primeiro Dynasty Warriors, com isso o Dynasty Warriors 2 foi intitulado no Japão como Shin Sangokumusō, enquanto no ocidente foi lançado como Dynasty Warriors 2, levando à discrepância a numeração do título.
Dynasty Warriors não apresentam tantas etapas como os jogos subseqüentes de Dynasty Warriors. Todas as etapas começam com a Rebelião do Turbante Amarelo. As etapas são pela manhã, meio-dia e crepúsculo. Não existe o edit mode disponível. O seguinte jogo na série, Dynasty Warriors 2, é uma grande partida em gênero e estilo.

## Jogabilidade
O sistema de luta em Dynasty Warriors é um tanto complexo. O jogo consiste em combates à base de armas, em que se deve deixar o inimigo vulnertavel para assim poder atacar-lo.
O controle do jogo é baseado em 4 botões. Para atacar usa-se um botão para fazer cortes horizontais e outro para fazer cortes verticais e empurrões. Já para defender se usa um botão para defender de cortes e e outro para defender de empurrões. Também pode-se usar combinações com esses botões para fazer agarrões e esquivas. Ao cair no chão pode-se levantar atacando ao mesmo tempo assim causando dano no inimigo caso ele esteja com a guarda abaixada.
Também há um barra chamada Rage Meter que quando cheia permite soltar um Rage Atack, combos especiais que causam muito dano. Se a barra de energia estiver vermelha o jogador pode lançar o Desesperation Move, que é um combo muito mais forte e longo que o Rage Atack.

## Gráficos
Os gráficos são muito bem feitos para os jogos de luta 3D daquela época. Os personagens tem muitos polígonos e boas texturas, e as arenas são bem feitas. Na parte da arena onde acontece a luta é plano, sem relevos e em 3D, geralmente essas partes são plataformas ou campos de terra e grama. Já os fundos dos cenários são somente imagens em 2D, mas são bem feitas e cada arena tem sua versão de manhã, tarde e a noite.

## Personagens
Inicialmente estão disponiveis 10 personagens selecionais, são eles Dian Wei, Diao Chan, Xiahou Dun, Guan Yu, Lu Xun, Taishi Ci, Xu Zhu, Zhang Fei, Zhao Yun e Zhou Yu. Ainda há três personagens desbloqueaveis que são Cao Cao, Lu Bu e Zhuge Liang.
No jogo também há três personagens bônus. Esses personagens precisam de códigos para poderem ser selecionados e não possuem finais e nem movimentos próprios. Sâo eles Nobunaga, Sun Shang Xiang e Toukichi.